# Spógvin
Die Spógvin ist eine Personenfähre der Färöer.

## Herkunft und Bedeutung
Spógvin ist der färöische Name für den Regenbrachvogel (Numenius phaeopus).

## Geschichte
Am 6. März 2019 wurde die Alpha Pilot von Strandfaraskip Landsins gekauft. Das Schiff wurde in Spógvin umbenannt und nahm den Dienst am 2. April 2019 als reine Personenfähre auf. 2021 stellte Strandfaraskip Landsins die Spógvin zum Verkauf.

## Route 61 Gamlarætt - Hestur
Die Spógvin verkehrte als reine Personenfähre zwischen Gamlarætt und Hestur. Am Montag, Mittwoch, Freitag und Sonntag verkehrt zweimal täglich auch die Personen- und Autofähre Teistin auf der Strecke. Die Überfahrt dauerte 20 Minuten.